# Eudald Pradell
Josep Eudald Pradell, né à Ripoll en 1721 et décédé à Barcelone en 1788, est un graveur et créateur de caractères connu pour ces caractères conçu pour l’Imprenta Real à la demande du roi Charles III d’Espagne.